# Mörktjärnen, Västmanland
Mörktjärnen är en sjö i Norbergs kommun i Västmanland och ingår i Norrströms huvudavrinningsområde.